# Prostitutie in Madrid
Prostitutie in Madrid vindt onder andere plaats op de Calle de la Luna. Dit is een van de straten in Madrid waar tippelprostitutie plaatsvindt. Deze straat op loopafstand ten noorden van de grote avenue Gran Vía heeft echter maar een beperkte roodlichtuitstraling. Er bevinden zich enkele bars en seksshops. Ook ten zuiden van de Gran Vía, in de Calle Montera richting Puerta del Sol, kan men straatprostituees aantreffen in de nachtelijke uren.
De jonge vrouwen die er klanten zoeken zijn vrij discreet. Ze proberen toeristen aan te spreken, maar zijn niet direct herkenbaar als sekswerkers.